# Ndjili
De gemeente Ndjili is een gemeente in het district Tshangu in de stadsprovincie Kinshasa, hoofdstad van de Democratische Republiek Congo.
Ndjili ligt ten zuiden van de gemeente Masina, met de Boulevard Lumumba (N1) als gemeentegrens tussen beide, en de loop van de rivier de Ndjili als gemeenschappelijke westelijke gemeentegrens. In het zuiden wordt Ndjili begrensd door de gemeente Kimbanseke. Het is een van de woonkernen in Kinshasa die door de Belgen zijn gepland.
De gemeente gaf zijn naam aan de internationale luchthaven N'djili, maar deze ligt evenwel oostelijker op het grondgebied van de gemeente Nsele.
| \| De 4 districten en 24 gemeentes van Kinshasa \| |                   |  |
| District Lukunga District Funa District Mont-Amba District Tshangu Brazzaville Kongo Pool Malebo M'Bamou Baai van Ngaliema Gombe Barumbu Kin. Ling. K.-V. Ng.-Ng. Kal. Banda- lungwa Kintambo Ngaliema Selembao Bumbu Makala Ngaba Lemba Limete Matete Kisenso Masina Ndjili Kimbanseke Nsele Mont-Ngafula N. M.-N. Ns. Kim. Maluku |                   |  |
| afkortingen: stadscentrum: Kinshasa (Kin.), Kasa-Vubu (K.-V.), Lingwala (Ling.), Ngiri-Ngiri (Ng.-Ng.) provinciekaart: Ngaliema (N.), Mont-Ngafula (M.-N.), Kimbanseke (Kim.), Nsele (Ns.) |                   |  |
| De 4 districten en 24 gemeentes van Kinshasa | Vlag van Kinshasa |  |